# Danka Kovinićová
Danka Kovinićová (* 18. listopadu 1994 Podgorica) je černohorská profesionální tenistka. Ve své dosavadní kariéře vyhrála na okruhu WTA Tour jeden turnaj ve čtyřhře, když po boku Lichtenštejnky Stephanie Vogtové triumfovala na turnaji v rakouském Bad Gasteinu. V rámci okruhu ITF získala dvanáct titulů ve dvouhře a čtyři ve čtyřhře.
Na žebříčku WTA byla ve dvouhře nejvýše klasifikována v únoru 2016 na 46. místě a ve čtyřhře pak v červnu téhož roku na 67. místě. Na juniorském kombinovaném žebříčku ITF nejvýše figurovala na počátku ledna 2012, když jí patřila 5. příčka. Trénuje ji Nemanja Plavšić. Dříve tuto roli plnil Veljko Radojičić.
Stala se první černohorskou hráčkou, která se probojovala do čtvrtfinále dvouhry turnaje WTA Tour, když do této fáze pronikla na antukovém Budapest Grand Prix 2013. V ní nestačila na Jihoafričanku Chanelle Scheepersovou. Na nejvyšší grandslamové úrovni debutovala v hlavní soutěži French Open 2014, kde zvládla tři kvalifikační kola. V nich postupně vyřadila Francouzku Stéphanii Foretzovou Gaconovou, chorvatskou teenagerku Anu Konjuhovou a Češku Terezu Smitkovou.
V juniorském tenise si zahrála finále čtyřhry na Australian Open 2012, když po boku Rusky Iriny Chromačevové jako nejvýše nasazené podlehly až v supertiebreaku americkým juniorským hráčkám Gabrielle Andrewsové a Taylor Townsendové.
V černohorském fedcupovém týmu debutovala v roce 2011 utkáním základního bloku 3. skupiny zóny Evropy a Afriky proti Litvě, v němž vyhrála dvouhru i čtyřhru a pomohla k celkové výhře 3:0 na zápasy a následnému postupu do 2. skupiny euroafrické zóny 2012. Do dubna 2022 v soutěži nastoupila k sedmnácti mezistátním utkáním s bilancí 12–3 ve dvouhře a 9–4 ve čtyřhře.
Černou Horu reprezentovala na Letních olympijských hrách 2016 v Riu de Janeiru, kde na úvod ženské dvouhry podlehla sedmé nasazené Američance a pozdější semifinalistce Madison Keysové.

## Finále na okruhu WTA Tour
| Legenda                                      |
| -------------------------------------------- |
| D – dvouhra; Č – čtyřhra                     |
| Grand Slam (0)                               |
| Turnaj mistryň (0)                           |
| Premier Mandatory & Premier 5 / WTA 1000 (0) |
| Premier / WTA 500 (0–1 D)                    |
| International / WTA 250 (0–2 D; 1–4 Č)       |

### Dvouhra: 3 (0–3)
| Stav       | č. | datum          | turnaj                    | povrch     | soupeřka ve finále     | výsledek      |
| ---------- | -- | -------------- | ------------------------- | ---------- | ---------------------- | ------------- |
| Finalistka | 1. | 18. října 2015 | Tchien-ťin, ČLR           | tvrdý      | Agnieszka Radwańská    | 1–6, 2–6      |
| Finalistka | 2. | 24. dubna 2016 | Istanbul, Turecko         | antuka     | Çağla Büyükakçay       | 6–3, 2–6, 3–6 |
| Finalistka | 3. | 11. dubna 2021 | Charleston, Spojené státy | antuka (z) | Veronika Kuděrmetovová | 4–6, 2–6      |

### Čtyřhra: 5 (1–4)
| Stav       | č. | datum             | turnaj                | povrch | spoluhráčka       | soupeřky ve finále                    | výsledek         |
| ---------- | -- | ----------------- | --------------------- | ------ | ----------------- | ------------------------------------- | ---------------- |
| Vítězka    | 1. | 26. července 2015 | Bad Gastein, Rakousko | antuka | Stephanie Vogtová | Lucie Hradecká Lara Arruabarrenová    | 4–6, 6–4, [10–3] |
| Finalistka | 1. | 9. ledna 2016     | Auckland, Nový Zéland | tvrdý  | Barbora Strýcová  | An-Sophie Mestachová Elise Mertensová | 6–2, 3–6, [5–10] |
| Finalistka | 2. | 24. dubna 2016    | Istanbul, Turecko     | antuka | Xenia Knollová    | Andreea Mituová İpek Soyluová         | bez boje         |
| Finalistka | 3. | 22. července 2018 | Bukurešť, Rumunsko    | antuka | Maryna Zanevská   | Irina-Camelia Beguová Andreea Mituová | 3–6, 4–6         |
| Finalistka | 4. | 22. září 2018     | Kanton, Čína          | tvrdý  | Věra Lapková      | Monique Adamczaková Jessica Mooreová  | 6–4, 5–7, [4–10] |

## Finále série WTA 125
| Legenda                  |
| ------------------------ |
| D – dvouhra; Č – čtyřhra |
| WTA 125 (0–2 D; 0–2 Č)   |

### Dvouhra: 2 (0–2)
| Stav       | č. | datum         | turnaj                  | povrch | soupeřka ve finále | výsledek |
| ---------- | -- | ------------- | ----------------------- | ------ | ------------------ | -------- |
| Finalistka | 1. | červenec 2019 | Båstad, Švédsko         | antuka | Misaki Doiová      | 4–6, 4–6 |
| Finalistka | 2. | listopad 2022 | Buenos Aires, Argentina | antuka | Panna Udvardyová   | 4–6, 1–6 |

### Čtyřhra: 2 (0–2)
| Stav       | č. | datum         | turnaj               | povrch      | spoluhráčka         | soupeřky ve finále                   | výsledek              |
| ---------- | -- | ------------- | -------------------- | ----------- | ------------------- | ------------------------------------ | --------------------- |
| Finalistka | 1. | červenec 2019 | Båstad, Švédsko      | antuka      | Alexa Guarachiová   | Misaki Doiová Natalja Vichljancevová | 5–7, 7–6(7–4), [7–10] |
| Finalistka | 2. | listopad 2019 | Tchaj-pej, Tchaj-wan | koberec (h) | Dalila Jakupovićová | Lee Ja-süan Wu Fang-sien             | 6–4, 4–6, [7–10]      |

## Finále na okruhu ITF
| Dotace turnajů okruhu ITF | Dotace turnajů okruhu ITF |
| ------------------------- | ------------------------- |
| 100 000 $ tournaments     | 80 000 $ tournaments      |
| 75 000 $ tournaments      | 60 000 $ tournaments      |
| 50 000 $ tournaments      | 25 000 $ tournaments      |
| 15 000 $ tournaments      | 10 000 $ tournaments      |

### Dvouhra: 22 (14–8)
| Stav       | č.  | datum             | turnaj                     | povrch     | soupeřka ve finále          | výsledek      |
| ---------- | --- | ----------------- | -------------------------- | ---------- | --------------------------- | ------------- |
| Vítězka    | 1.  | 10. října 2010    | Dobrič, Bulharsko          | antuka     | Isabella Šinikovová         | 6–4, 6–3      |
| Finalistka | 1.  | 12. června 2011   | Nyíregyháza, Maďarsko      | antuka     | Simona Dobrá                | 4–6, 2–6      |
| Vítězka    | 2.  | 26. června 2011   | Balş, Rumunsko             | antuka     | Alice-Andrada Raduová       | 6–0, 6–1      |
| Finalistka | 2.  | 11. září 2011     | Podgorica, Černá Hora      | antuka     | Paula Ormaecheaová          | 1–6, 1–6      |
| Vítězka    | 3.  | 13. dubna 2012    | Tlemcen, Alžírsko          | antuka     | Alexandra Romanovová        | 6–2, 6–2      |
| Vítězka    | 4.  | 8. července 2012  | Toruň, Polsko              | antuka     | Paula Kaniová               | 6–3, 4–6, 6–3 |
| Vítězka    | 5.  | 22. června 2013   | Ystad, Švédsko             | antuka     | Melanie Klaffnerová         | 6–3, 6–3      |
| Vítězka    | 6.  | 30. června 2013   | Kristinehamn, Švédsko      | antuka     | Jasmina Tinjićová           | 6–1, 7–5      |
| Vítězka    | 7.  | 18. května 2014   | Saint-Gaudens, Francie     | antuka     | Pauline Parmentierová       | 6–1, 7–2      |
| Finalistka | 3.  | 8. března 2015    | Curitiba, Brazílie         | antuka     | Lourdes Domínguezová Linová | 6–4, 2–6, 3–6 |
| Vítězka    | 8.  | 10. května 2015   | Trnava, Slovensko          | antuka     | Margarita Gasparjanová      | 7–5, 6–3      |
| Vítězka    | 9.  | 5. června 2016    | Marseille, Francie         | antuka     | Sie Šu-wej                  | 6–2, 6–3      |
| Finalistka | 4.  | 18. června 2017   | Hódmezövásárhely, Maďarsko | antuka     | Mihaela Buzărnescuová       | 2–6, 1–6      |
| Finalistka | 5.  | 15. července 2017 | Budapešť, Maďarsko         | antuka     | Jana Čepelová               | 4–6, 3–6      |
| Finalistka | 6.  | 20. srpna 2017    | Vancouver, Kanada          | tvrdý      | Maryna Zanevská             | 7–5, 1–6, 3–6 |
| Finalistka | 7.  | březen 2019       | São Paulo, Brazílie        | antuka     | Louisa Chiricová            | 0–6, 2–6      |
| Vítězka    | 10. | březen 2019       | Campinas, Brazílie         | antuka     | Julia Grabherová            | 6–2, 3–6, 6–3 |
| Vítězka    | 11. | červen 2019       | Ystad, Švédsko             | antuka     | Richèl Hogenkampová         | 2–6, 6–3, 6–3 |
| Finalistka | 8.  | červenec 2019     | Biarritz, Francie          | antuka     | Viktorija Tomovová          | 2–6, 7–5, 5–7 |
| Vítězka    | 12. | říjen 2019        | Székesfehérvár, Maďarsko   | antuka (h) | Irina-Camelia Beguová       | 6–4, 3–6, 6–3 |
| Vítězka    | 13. | květen 2022       | Wiesbaden, Německo         | antuka     | Nastasja Schunková          | 6–3, 7–6(7–0) |
| Vítězka    | 14. | duben 2023        | Oeiras, Portugalsko        | antuka     | Rebeka Masárová             | 6–2, 6–2      |

### Čtyřhra: 11 (4–7)
| Stav       | č. | datum              | turnaj                     | povrch  | spoluhráčka         | soupeřky ve finále                        | výsledek         |
| ---------- | -- | ------------------ | -------------------------- | ------- | ------------------- | ----------------------------------------- | ---------------- |
| Finalistka | 1. | 11. září 2011      | Podgorica, Černá Hora      | antuka  | Danica Krstajićová  | Corinna Dentoniová Florencia Molinerová   | 4–6, 7–5, [5–10] |
| Finalistka | 2. | 29. listopadu 2011 | Lagos, Nigérie             | koberec | Elina Svitolinová   | Melanie Klaffnerová Agnes Szatmariová     | 0–6, 7–6, [5–10] |
| Finalistka | 3. | 13. dubna 2013     | Mamaia, Rumunsko           | antuka  | Tadeja Majeričová   | Elena Bogdanová Raluca Olaruová           | 6–7(4–7), 3–6    |
| Finalistka | 4. | 1. září 2012       | La Marsa, Tunisko          | antuka  | Laura Pigossiová    | Réka Luca Janiová Jevgenija Paškovová     | 3–6, 6–4, [5–10] |
| Vítězka    | 1. | 25. května 2012    | Caserta, Itálie            | antuka  | Renata Voráčová     | Elena Bogdanová Cristina Dinuová          | 6–4, 7–6(7–3)    |
| Vítězka    | 2. | 13. února 2015     | São Paulo, Brazílie        | antuka  | Andreea Mituová     | Tatiana Búová Paula Cristina Gonçalvesová | 6–2, 7–5         |
| Vítězka    | 3. | 11. července 2015  | Contrexéville, Francie     | antuka  | Oxana Kalašnikovová | Irina Ramialisonová Constance Sibilleová  | 2–6, 6–3, [10–6] |
| Finalistka | 5. | 10. března 2018    | Ču-chaj, Čína              | tvrdý   | Nao Hibinová        | Anna Blinkovová Lesley Kerkhoveová        | 5–7, 4–6         |
| Finalistka | 6. | 17. března 2018    | Šen-čen, Čína              | tvrdý   | Wang Sin-jü         | Anna Kalinská Viktória Kužmová            | 4–6, 6–1, [7–10] |
| Finalistka | 7. | červen 2018        | Hódmezövásárhely, Maďarsko | antuka  | Nina Stojanovićová  | Réka Luca Janiová Nadia Podoroská         | 4–6, 4–6         |
| Vítězka    | 4. | březen 2019        | Campinas, Brazílie         | antuka  | Laura Pigossiová    | Carolina Meligeni Alvesová Gabriela Céová | 6–3, 6–2         |

## Finále na juniorce Grand Slamu

### Čtyřhra juniorek: 1 (0–1)
| Stav       | rok  | turnaj          | povrch | spoluhráčka        | soupeřky ve finále                      | výsledek       |
| ---------- | ---- | --------------- | ------ | ------------------ | --------------------------------------- | -------------- |
| Finalistka | 2012 | Australian Open | tvrdý  | Irina Chromačovová | Gabrielle Andrewsová Taylor Townsendová | 7–5, 5–7, 6–10 |